# Łutajka (obwód czernihowski)
Łutajka (ukr. Лутайка) – wieś na Ukrainie, w obwodzie czernihowskim, w rejonie pryłuckim. W 2001 liczyła 104 mieszkańców, wśród których 100 wskazało jako ojczysty język ukraiński, a 4 rosyjski.